# رامة عمر باشا
رامة هشام عمر باشا الإدلبي من مواليد (سوريا - 1959) كاتبة متخصصة في أدب الأطفال، تحمل إجازة في الآداب قسم اللغة الفرنسية، عضو إتحاد الكتاب العرب والدها «هشام عمر باشا» ووالدتها «نعمة الدهشان»، لها ثلاثة إخوة ذكور، متزوجة ولها ثلاثة أولاد.

## النشأة والبداية
نشأت الكاتبة متأثرة بأسلوب والدها الذي دأب على سرد القصص الخيالية عن الحيوانات، محاولة منه لتنمية ملكة الشعر لديها، لكنها لم تشعر بإمكانية العطاء في هذا المجال، ولم تكن الكاتبة بعيدة عن الجو الأدبي، فقريبتها هي الأديبة المعروفة ألفة الأدلبي، التي لطالما تأثرت بها، حيث كانت تحضر مجالسها الأدبية في بداية كل شهر مع مجموعة من الأديبات والشاعرات، ثم التقت بالأديب فاضل السباعي الذي شجعها وأشار عليها بالكتابة وبالفعل كتبت أول مجموعة قصصية بعنوان «مغامرات الضفدع نمنوم» عام 1996، وبذات العام شاركت بمسابقة الإبداع للإصدار الأول عند الأدباء في الشارقة وحصدت الجائزة عن المجموعة ذاتها، وكان ذلك دافعا كبيرا لها للاستمرار بالكتابة، بعدها أصدرت المجموعة الثانية «حكايات النملة مبروكة»، شاركت بهذه المجموعة بمسابقة المجلس الأعلى للطفولة عن أفضل شخصية كرتونية وحصدت الجائزة عام 1998 وتوالت بعد ذلك الإصدارات.

## مجال البيئة
بعد العام 2000 بدأ التركيز من خلال الحملات البيئية على أهمية البيئة، وكان ذلك محرضا لها لكتابة مجموعة قصصية للأطفال الصغار محاولة من خلالها إيصال فكرة بسيطة عن البيئة وكيف يمكن أن يكون للطفل دور بحمايتها والحفاظ عليها، كان لها أربع قصص وكل قصة تتحدث عن دور، وعنوان المجموعة «شامة والبيئة».

## نشاطات ثقافية
- ندوة حول «الأسطورة وتأثيرها في الإبداع» الشارقة 1997.[2]
- شاركت بمؤتمر حول «الطفل العربي رؤية مستقبلية» الكويت عام 2002.[2]
- القت محاضرة «أدب الطفل في سورية حاضراً ومستقبلاً وتأثره بالأسطورة» بالمركز الثقافي العربي، باريس.[2]
- القت محاضرة عن «أدب الأطفال في سورية» مع جمعية الندوة النسائية بدمشق.[2]
- العديد من المشاركات في برامج الأطفال الإذاعية والتلفزيونية.[2]

## جوائز
- جائزة الإبداع للأصدار الأول عند الأدباء عن مجموعة «مغامرات الضفدع نمنوم» عام 1996 الشارقة.[5]
- جائزة الأبداع العربي عن «طبيبة الغابة» عام 1999 الشارقة.[6]
- جائزة مسابقة المجلس الأعلى للطفولة عن أفضل شخصية كرتونية لشخصية النملة في مجموعة «حكايات النملة مبروكة» عام القاهرة.[7]
- جائزة عبد اللطيف فتحي لمسرح العرائس، مع شهادات تقدير لكل منها.[2]

## القصص
للكاتبة الكثير من المؤلفات القصصية وهذه ابرزها:
| الكتاب                                                   | الناشر             | اللغة   | عدد الصفحات | سنة النشر      | الترقيم الدولي         | مصدر   |
| -------------------------------------------------------- | ------------------ | ------- | ----------- | -------------- | ---------------------- | ------ |
| عيسى ابن مريم عليه السلام في بيت لحم                     | دار المؤلف         | العربية | 28          | 15 مايو 2013   | (ردمك 9789953766331)   | [ 8 ]  |
| نوح عليه السلام في بلاد الرافدين                         | دار المؤلف         | العربية | 28          | 1 مارس 2013    | (ردمك 9789953766218)   | [ 9 ]  |
| إبراهيم عليه السلام بين بلاد الرافدين وبلاد الحرمين      | دار المؤلف         | العربية | 27          | 12 يوليو 2013  | (ردمك 9789953766096)   | [ 10 ] |
| منى تلتقي نجمتي الفاتحة والصمد                           | دار المؤلف         | العربية | 28          | 10 مايو 2013   | (ردمك 9789953766287)   | [ 11 ] |
| منى تلتقي نجمتي الفيل وقريش                              | دار المؤلف         | العربية | 28          | 27 اغسطس 2013  | (ردمك 9789953766362)   | [ 12 ] |
| منى تلتقي نجمتي القدر والعلق                             | دار المؤلف         | العربية | 28          | 27 اغسطس 2013  | (ردمك 9789953766355)   | [ 13 ] |
| منى تلتقي نجمتي الفلق والناس                             | دار المؤلف         | العربية | 28          | 10 مايو 2013   | (ردمك 9789953766294)   | [ 14 ] |
| منى تلتقي نجمتي الشرح والكوثر                            | دار المؤلف         | العربية | 28          | 21 أكتوبر 2013 | (ردمك 9789953766829)   | [ 15 ] |
| آدم عليه السلام أبو الأنبياء وهبوطه إلى الأرض من السماء  | دار المؤلف         | العربية | 24          | 01 يناير 2013  | (ردمك 139789953766317) | [ 16 ] |
| ليلى مع الأصدقاء في أرض الأنبياء 1                       | دار المؤلف         | العربية | 160         | 31 أكتوبر 2013 | (ردمك 9789953766805)   | [ 17 ] |
| ليلى مع الأصدقاء في أرض الأنبياء 2                       | دار المؤلف         | العربية | 114         | 31 أكتوبر 2013 | (ردمك 9789953766812)   | [ 18 ] |
| تامر والفطائر                                            | دار البنان         | العربية | 12          | 01 يناير 2015  | (ردمك 9789953598222)   | [ 19 ] |
| يوميات الدودة ممدودة                                     | دار المؤلف         | العربية | 92          | 27 فبراير 2015 | (ردمك 9789953767307)   | [ 20 ] |
| عمرو يجد صديقاً!                                          | أصالة للطبع والنشر | العربية | 16          | 11 مايو 2018   | (ردمك 9789953950334)   | [ 21 ] |
| سليمان عليه السلام في فلسطين                             | دار المؤلف         | العربية | 28          | 15 مايو 2013   | (ردمك 9789953766324)   | [ 22 ] |
| محمد (ص) بين مكة المكرمة والمدينة المنورة - الجزء الأول  | دار المؤلف         | العربية | 36          | 28 أغسطس 2013  | (ردمك 9789953766348)   | [ 23 ] |
| محمد (ص) بين مكة المكرمة والمدينة المنورة - الجزء الثاني | دار المؤلف         | العربية | 40          | 28 اغسطس 2013  | (ردمك 9789953766379)   | [ 24 ] |
| موسى عليه السلام في بلاد الأهرام                         | دار المؤلف         | العربية | 27          | 12 يوليو 2012  | (ردمك 9789953766034)   | [ 25 ] |
| يونس عليه السلام في بلاد الرافدين                        | دار المؤلف         | العربية | 28          | 01 يناير 2013  | (ردمك 9789953766225)   | [ 26 ] |
| يوسف الصديق عليه السلام في بلاد مصر                      | دار المؤلف         | العربية | 28          | 01 يناير 2013  | (ردمك 9789953766300)   | [ 27 ] |
| أمثال الله في الأرض                                      | دار القادري        | العربية | 16          | 01 يناير 2002  | لايوجد                 | [ 28 ] |
| آداب الطعام عند نبي الإسلام                              | دار القادري        | العربية | 24          | 01 يناير 2002  | لايوجد                 | [ 29 ] |